# Ryōsuke Ōhashi
Ryōsuke Ōhashi (大橋 良介?, Ōhashi Ryōsuke; Kyōto, 8 febbraio 1944) è un filosofo giapponese.
I suoi contributi spaziano nei campi della Fenomenologia, dell'Estetica, dell'Idealismo tedesco. Si è confrontato con Heidegger, e con la Filosofia giapponese orientata in senso buddhista.

## Biografia
Ōhashi è nato nel 1944 a Kyoto, figlio di un professore di matematica. Dal 1965 al 1969 ha studiato Filosofia all'Università Statale di Kyoto e dal 1969 fino al 1973 alla Ludwig-Maximilians Universität di Monaco, dove si è laureato a pieni voti con la tesi „Ekstase und Gelassenheit – Zu Schelling und Heidegger“, (Estasi e abbandono in Schelling e Heidegger). Nel 1983 ha conseguito, primo fra i giapponesi, l'abilitazione alla Julius-Maximilians-Universität di Würzburg, dove numerosi dialoghi filosofici lo collegano con Heinrich Rombach.
Come professore di filosofia, Ōhashi ha insegnato dal 1975 fino al 1985 alla Facoltà di Medicina Shiga a Ōtsu, dal 1985 al 2003 alla Università Tecnica di Kyōto. Nel luglio 1990 gli è stato conferito il premio Philipp Franz von Siebold e nel marzo 1996 è stato premiato con la medaglia Humboldt. Negli anni dal 2003 fino al 2007 ha insegnato Estetica e Filosofia dell'Arte all'Università di Ōsaka (Handai) e nel 2007 fino al 2010 Filosofia all'Università buddhista Ryūkoku di Kyōto. È stato quindi lettore nelle Università in Francia, USA, Taiwan e Hong Kong.
Ōhashi è professore ricercatore presso il Collegio Internazionale di Morphomata all'Università di Colonia e membro straordinario del Centro delle Scienze Umane alla Ludwig-Maximilians Universität di Monaco. È stato vicepresidente della Società di Filosofia Interculturale e in seguito membro del comitato.

## Opere filosofiche
Ōhashi, allievo nonché nipote di Keiji Nishitani e allievo di Max Müller, appartiene alla Scuola di Kyōto, un indirizzo filosofico accademico giapponese nato all'inizio del XX secolo. I lavori e le ricerche di Ōhashi sono orientati, secondo il senso filosofico di questa Scuola, al confronto sistematico della tradizione giapponese con la tradizione spirituale occidentale.
Nella dissertazione su Schelling e Heidegger, la tematica di Ōhashi tratta pertanto dell'incontro filosofico-intellettuale del pensiero occidentale con quello del lontano oriente.
Già prima della sua dissertazione questa tematica gli si dischiuse allorché s'imbatté, all'inizio del suo studio, nei lavori di Heidegger. L'incontro filosofico-intellettuale fra il pensiero orientale e quello occidentale per Ōhashi significa in primo luogo esperire l'altro in quanto Altro e non come l'altro immaginato.
Il rimando di Ōhashi in tal senso è esteso anche all'esperienza racchiusa nel linguaggio. Tradurre parole, costrutti grammaticali, pensieri, idee o concezioni mistiche nella "propria lingua" può riuscire solo a patto che questa lingua si moduli e si allarghi al punto da aprirsi all'Altro, si adegui e non comprima l'Altro nei concetti del proprio sistema, imboccando così la via opposta dell'esperimento forzato, spacciato poi come traduzione.
Ōhashi aveva già sollevato proprio questa tematica in relazione al suo lavoro su Heidegger e porta come esempio il filosofo tedesco, che fece emergere quale fondamento del pensiero occidentale la domanda sull'Essere.
In tedesco il sostantivo "Sein" (essere) può essere usato anche come verbo e Heidegger dice che se la parola "Sein" scompare noi non possiamo più parlare e di conseguenza intendere. Così la parola "Sein" si rivela decisiva. Nella lingua giapponese vi sono però due traduzioni per il termine "essere" e in quella cinese addirittura non esiste alcun termine per la copula "sein" (è).
Forzando la traduzione dunque si perde qualcosa di decisivo che invece è implicito nella parola tedesca "Sein".

### Fenomenologia
In parte tenendo conto della visione heideggeriana, e in contrasto con Hegel, ma prevalentemente in accordo con il "pensiero del luogo" di Nishida, Ōhashi elabora la "Fenomenologia del luogo" collocandola con la sua tesi per l'abilitazione alla libera docenza "Analisi della temporalità nella Logica hegeliana" in un nuovo contesto filosofico, allorché egli la intenda a fini didattici.
L'argomentazione di Ryōsuke Ōhashi verte sul fatto che la trattazione esplicita del tempo in Hegel contiene un'idea implicita del "tempo originale" e paragona allo spirito la concezione temporale hegeliana di "tempo originale", in quanto Hegel definisce lo "spirito" come "concetto di tempo". La logica quale categoria dello spirito ovvero della sua essenza eterna deve quindi contenere la struttura della temporalità.

### Fenomenoetica
Nelle pubblicazioni più tarde, a seguito della "Filosofia del vuoto" elaborata da Keiji Nishitani, Ōhashi si occupa della "Filosofia della compassione". "Vuoto" e "Compassione" (ovvero il "grande cuore" dei Buddha e dei Bodhisattva che si preoccupano della salvezza degli esseri senzienti) sono una coppia di concetti fondamentali nel buddhismo Mahāyāna.
Al posto del concetto di "fenomenologia", Ōhashi introduce il concetto di "fenomenoetica" (noetica= dal greco noesis), intendendo qui in primo luogo l'esperienza iniziale soggiacente ai sutra buddhisti. Ōhashi con ciò vuol dire che alla base di ogni formulazione fenomenologica di pensiero sta una iniziale esperienza intuitiva. Sicché ora il suo impegno può essere definito come una "Fenomenoetica della compassione".

### Fra Via e sistema
L'approccio di Ōhashi è multidisciplinare, egli associa diversi elementi da discipline scientifiche quali arte, letteratura, linguistica, e teologia. Secondo il filosofo giapponese il contrassegno più rilevante della differenza fra il filosofare occidentale e quello orientale sarebbe da individuare nella "differenza fra Via e sistema". Il sistema mirerebbe alla perfezione, al compimento, dove ogni singola parte dovrebbe rispecchiare l'insieme del sistema stesso. Come la Via, anche la natura non conoscerebbe un termine e di conseguenza anch'essa non conosce alcun compimento. Il pensiero del lontano oriente si renderebbe comprensibile al meglio secondo Ōhashi come Via, in questo modo il cammino della Via si svilupperebbe nella direzione della prassi filosofica, etica e religiosa, concepita anche come Via di vita. Al contempo a questo percorrere si lega un contesto religioso, in quanto il cammino della Via sarebbe una fede senza tuttavia il concetto di Dio, così come si esperisce nel Buddhismo, nel Taoismo o nello Shintoismo.

### Religione e Natura
Nella pubblicazione "Il Giappone nel dialogo interculturale" (1999) tra l'altro Ōhashi si serve di specifiche forme della cultura giapponese e di svariati concetti tratti da essa con l'intento di descrivere la relazione che intercorre fra cultura e natura.
Il metodo di base ovvero l'approccio di Ōhashi si colloca nel dibattito culturale giapponese all'interno delle concezioni filosofico-religiose. Pertanto la sua filosofia è spesso da intendere nell'alveo della tradizione religiosa del Giappone e del lontano oriente, alla quale egli ripetutamente fa riferimento.
I suoi contributi, "Estetica dell'acqua in Giappone" o "Il vento in Giappone come concetto culturale" sono esempi in tal senso. Ōhashi vede originariamente radicare la "religiosità giapponese nell'antica tradizione dello Shintoismo" e nelle sue rappresentazioni, tale religiosità, diversamente dalla technè culturale europea che oggi modella il mondo intero, sarebbe una cultura del vento e della natura.
Per significato del vento come concetto culturale egli intende il fatto che "la religione in oriente, soprattutto in Cina e in Giappone, è approfondimento ovvero interiorizzazione della natura, quindi del vento. Questo significa che la religione in questo contesto è da intendere non come una branca particolare della cultura bensì piuttosto come suo abisso e fondamento".

### Estetica
Nei campi della filosofia e dell'estetica molte delle pubblicazioni di Ōhashi, parecchie delle quali sono state tradotte anche in tedesco, forniscono un contributo rilevante alla comprensione filosofico-interculturale, materia del suo insegnamento all'Università di Osaka.
Nel suo insegnamento di estetica, egli prende le mosse dalle differenti posizioni originarie della cultura giapponese ed europea. Queste differenze essenziali riguardano principalmente i diversi processi di sviluppo.  In Giappone, fin dall'origine arte e religione non si sono trovate in conflitto.
L'arte si è sviluppata come "via dell'arte". Il termine "gei", che si potrebbe tradurre con la parola "arte", non viene perciò inteso come contrapposizione fra arte e religione.
Nella situazione europea si è parlato di arte in senso moderno, secondo Ōhashi, solo in tempi recenti. Arte in senso moderno deve essere intesa nel senso di "Belle arti". Ōhashi vede il Moderno come un'essenza di estrazione europea risultante dal contesto storico, rimanda tuttavia alla perdita di fiducia nei confronti della ragione europea nata nei tempi moderni, innanzitutto a causa delle due guerre mondiali, cosa però che nel mondo filosofico risale ancora più indietro, alla filosofia posthegeliana.
A questi elementi secondo Ōhashi si aggiungerebbe un fattore storico: il Moderno asiatico attuatosi in primo luogo in Giappone, attraverso il quale la posizione dell'Europa, come presunto centro della storia mondiale, è stata messa in discussione e relativizzata. Secondo Ōhashi il Moderno in Giappone ha due stratificazioni. Lo strato superiore è quello europeizzato, ma quello sottostante fa riferimento alla tradizione giapponese. In quest'ultimo prosegue la simbiosi fra arte e religione, mentre nel primo l'arte e la religione - come nella moderna vita europea - stanno in una relazione di reciproca indifferenza. Secondo Ōhashi è fondamentale avvicinare l'estetica occidentale e quella giapponese attraverso il dialogo interculturale.
Se il dialogo interculturale si svolge a livello filosofico, si apre una prospettiva in cui la cultura asiatica e quella europea conseguono anche nell'ambito del pensiero un nuovo e creativo potenziale. Ne deriva che nell'estetica comparativa le "altre" culture coinvolte nel confronto possono, in misura più o meno maggiore, essere ritrovate nella "propria" cultura, si tratta cioè di mettere in evidenza e prendere in considerazione l'articolazione specifica della duplice stratificazione di mondo proprio e mondo estraneo.
L'Altro culturale in quanto il "con che cosa" del paragone nell'estetica comparativa è l'Altro in sé. Ma il "con che cosa" dell'estetica comparativa è il Sé del mondo dell'arte, che s'impone a noi come affezione, è l'estraneità assoluta, ma in quanto tale è l'Altro a noi trasmesso attraverso questo Sé del mondo dell'arte.

## Pubblicazioni

### Testi
- Ekstase und Gelassenheit. Zu Schelling und Heidegger. Münchner Universitäts-Schriften Bd.16 (Dissertation). Fink, München 1975, 184 p.
- Zeitlichkeitsanalyse der Hegelschen Logik (Habilitation). Alber, Freiburg i. Br. 1984, 260 p.
- Kire. Das „Schöne“ in Japan. Philosophisch-ästhetische Reflexionen zu Geschichte und Moderne, DuMont Buchverlag, Köln 1994, 171 S.
- Japan im interkulturellen Dialog, pp. 220, Judicium Verlag, München 1999.
- Die „Phäomenologie des Geistes“ als Sinneslehre. Zur Idee der Phäomenoetik der Compassion, Alber Verlag, 2009, 191 S.

### Edizioni
Die Philosophie der Kyoto-Schule. Texte und Einführung. Alber, Freiburg i.Br 1990, 552 p. Traduzione italiana dell'Introduzione a cura di ASIA Centro Studi Bologna http://www.asia.it/adon.pl?act=doc&doc=1241
Dogen. Shoboenzo. Ausgewählte Schriften. Übersetzt, erläutert und herausgegeben von Ryosuke Ohashi und Rolf Elberfeld. Keio-Gijuku Verlag, Frommann Verlag, Kyoto, Stuttgart-Bad Cannstatt 2006, 313p.

### Saggi
- Der „Wind“ als Kulturbegriff in Japan. In: S. Paul (Hrsg.): Kultur. D. Reimer, Berlin 1984, pp. 79–122.
- Kitaro Nishidas Heimat und seine Philosophie. In: Heimat der Philosophie. Herausgegeben von der Stadt Messkirch. Messkirch 1985, pp. 61–67.
- Hen-Panta in der Philosophie von Nishida – in Abhebung von der Hegelschen Philosophie. In: D. Henrich (Hrsg.): All-Einheit: Wege eines Gedankens in Ost und West. Klett-Cotta, Stuttgart 1985, pp. 220–229.
- Zur Philosophie der Kyoeto-Schule. In: Zeitschrift für Philosophische Forschung. Bd. 40, Heft 1., 1986. 6., pp. 121–134.
- Zen und Philosophie. Kontinuität und Diskontinuität. In: Franz Wimmer (Hrsg.): Vier Fragen zur Philosophie in Afrika, Asien und Lateinamerika. Passagen, Wien 1988, pp. 95–116.
- Die frühe Heidegger-Rezeption in Japan. In: H. Buchner (Hrsg.): Japan und Heidegger. Thorbecke, Sigmaringen 1989, pp. 23–38.
- Heidegger und die Frage nach der abendländischen Moderne. In: Th. Buchheim (Hrsg.): Destruktion und Übersetzung. Zu den Aufgaben von Philosophiegeschichte nach Martin Heidegger. VCH Acta Humaniora Verlagsgesellschaft, Weinheim 1989, pp. 129–139.
- "Iki" und "Kire" – als Frage nach der Kunst im Zeitalter der Moderne. In: AESTHETICS, No.5, 1992.3, pp. 105–116.
- Reflexion der nicht-europäischen Moderne. In: R. A. Mall, D. Lohmar (Hrsg.): Philosophische Grundlagen der Interkulturalität. Studien zur interkulturellen Philosophie Bd.1. Amsterdam 1993, S. 147–158.
- Übersetzung als Problem der japanischen Moderne. In: A.P. Frank, K.-J. Maass, F. Paul, H. Turk (Hrsg.): Übersetzen, Verstehen, Brücken bauen. Geisteswissenschaftliches und literarisches Übersetzen im internationalen Kulturaustausch. Göttinger Beiträge zur internationalen Übersetzungsforschung, Bd.8, Teil 1. Erich Schmidt, Berlin 1994, pp. 286–294.
- Hegel und die Japaner – Zum Begriff der Vernunft im Fernen Osten. In: Hans Friedrich Fulda, Rolf-Peter Horstmann (Hrsg.): Vernunftbegriffe in der Moderne. Stuttgarter Hegel-Kongress 1993. Klett-Cotta, 1994, pp. 775–788.
- Die Zeit der Weltbilder. In: DIALEKTIK. 1, 1996, pp. 43–56. 24.
- Zum und aus dem japanischen Kunstweg. Entwurf einer ästhetischen Auffassung der Welt. In: Deutsche Zeitschrift für Philosophie, 6 / 1996, S. 995–1006.
- Deutsches Auge – Japanisches Auge. Zum Zeitalter der Interkulturalität. In: N. Schneider, D.Lohmar, M. Ghasempour, H. J. Scheidgen (Hrsg.): Philosophie aus inter-kultureller Sicht. Studien zur Interkulturellen Philosophie, Bd. 7, Amsterdam 1997, S. 167–174.
- Womit muss der Vergleich in der vergleichenden Ästhetik gemacht werden?. In: Notker Schneider, R.A. Mall, Dieter Lohmar (Hrsg.): Einheit und Vielheit. Das Verstehen der Kulturen. Studien zur Interkulturellen Philosophie, Bd. 9. Amsterdam 1998, S. 155–166.
- Ästhetik des Wassers in Japan. In: Wasser. Schriftenreihe Forum / Bd. 9. Elemente des Naturhaushalts I. Herausgegeben von der Kunst-und Ausstellungshalle der Bundesrepublik Deutschland. Köln 2000, S. 270–281.
- Die Dialektik in der Spätphilosophie Schellings. In: Juichi Matsuyama, Hans Jörg Sandkuehler (Hrsg.): Natur, Kunst und Geschichte der Freiheit. Philosophie und Geschichte der Wissenschaften. Studien und Quellen. Bd. 47. Frankfurt am Main, 2000 S. 171–184. (Wiederdruck. Vgl. Nr. II, 4).
- The "Excessive Half" and the "Etrangete". A Reflexion on Japanese and French Culture. In: Design Discourse, Inaugural Preparatory Issue, 2004.5, pp. 8–21.
- Geschichtsdenken nach dem sogenannten Ende der Geschichte – Hegel im Lichte der Interkulturalität. In: Wolfgang Welsch, Klaus Vieweg (Hrsg.): Interesse des Denkens. München 2003, S. 231–246.
- Wer ist Martin Heidegger? In: Feldweg und Glockenturm. Festschrift anlässlich des 30. Todestages von Martin Heidegger, herausgegeben von der Stadt Meßkirch, 2007, S. 41–55.
- Die Tragweite des Sinnlichen. In: Klaus Vieweg, Wolfgang Welsch (Hrsg.): Hegels Phäomenologie des Geistes. Ein kooperativer Komentar zu einem Schlüsselwerk der Moderne. Frankfurt am M. 2008, S. 115–134.
- Dürer and Sesshû as Spiritual History: Godness and Emptiness. In: AESTHETICS, Number 13, 2009.4, edited by The Japanese Society for Aesthetics. (nii.ac.jp[collegamento interrotto]) pp. 131–140.
- Zwei „Beiträge zur Philosophie“. In: Alfred Denker, Holger Zaborowski (Hrsg.): Heidegger Jahrbuch, Bd. V. 2009, S. 187–199.

### Saggi estetico-filosofici
- A Small Fish Swallows a Large Fish. In: THE ERSTERN BUDDHIST, VOL.XXV No.1 New Series, Spring 1992. Im Memoriam Nishitani Keiji 1900–1990, pp. 101
- Kire und Iki. In: Michale Kelly (Hrsg.): Encyclopedia of Aesthetics, Vol. 2, Oxford, pp. 553–555.
- Japanisches Denken in Tradition und Moderne. In: Clemens Kauffmann (Hrsg.): Risutora. Schriftenreihe der Universität Regensburg, Bd. 27. Universitätsverlag Regensburg, 2001, pp. 95–106
- Philosophie und Naturwissenschaften im Dialog. In: Veröffentlichungen des Japanisch-Deutschen Zentrums Berlin, Bd. 48: 7. Symposium aus der Reihe „Der Osten – Der Westen“: Was soll der Mensch wissen? Ethik im Zeitalter der Technologie. 25.–26. Oktober 2001, pp. 11–15.
- Der Weg der Kunstwerke. Humboldt-Forum, wozu? In: Der Tagesspiegel, 14. September 2008, S. 25.

## Onorificenze
- 1990: Philipp Franz von Siebold-Preis
- 1996: Humboldt-Medaille
- 1997/1998: Fellowship des Wissenschaftskolleg zu Berlin|Wissenschaftskollegs zu Berlin
- Seit 2003: Ehrendirektor des Nishida Kitarô Museums of Philosophy Archiviato il 10 aprile 2011 in Internet Archive. in Kahoku-shi (Präfektur Ishikawa)